# Klez
Klez é um worm (verme) de computador, que apareceu pela primeira vez em outubro de 2001. O Klez explora vulnerabilidades do Internet Explorer e Outlook Express.
1. ↑  «Worm:W32/Klez Description | F-Secure Labs». www.f-secure.com (em inglês). Consultado em 15 de dezembro de 2020